# Nachrichtensprecher

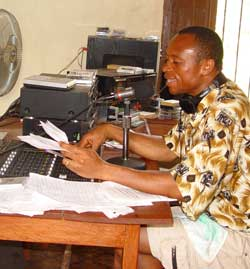
Hörfunknachrichtensprecher in Sierra Leone

Ein Nachrichtensprecher ist der Präsentator von Meldungstexten, die von einer Hörfunk- oder Fernseh-Nachrichtenredaktion zusammengestellt wurden. Nachrichtensprecher arbeiten meist „live“ im Nachrichtenstudio, haben eine umfassende (sprachliche) Ausbildung durchlaufen und stammen meist aus dem journalistischen oder schauspielerischen Bereich.

## Berufsbild in Deutschland
Berufliche Voraussetzung sind vor allem:
- die Fähigkeit, deutsche „gemäßigte Standardlautung“ zu sprechen (normiert durch die Konventionen des Aussprache-Dudens)
- eine mikrofongeeignete Stimme
- Lesekompetenz von Texten sämtlicher Themengebiete und deren neutrale und verständliche Darbietung für Hörer bzw. Zuschauer
- Glaubwürdigkeit

Hinzu kommen Reaktionsschnelligkeit und eine umfassende Allgemeinbildung, beim Fernsehen zudem ein „telegenes“ Äußeres und ein souveräner Umgang mit der Kamerasituation. Die Rundfunkanstalten der ARD weisen zumindest in ihren Stellenanzeigen immer wieder darauf hin, dass ein abgeschlossenes Hochschulstudium in einer geisteswissenschaftlichen Disziplin gern gesehen sei.
Nachrichtensprecher arbeiten im Schichtdienst rund um die Uhr und haben neben ihrer eigentlichen Tätigkeit auch Texte für die unterschiedlichen Redaktionen der Funkhäuser zu sprechen. In vielen Funkhäusern arbeiten die Sprecher mittlerweile an der Konzeption von Nachrichtensendungen mit.
Die frühere Definition der Berufsbilder „Sprecher“ (als Präsentator) und Redakteur (als „Verfasser“ des Nachrichtentextes) weicht also immer mehr auf. Statt des klassischen „Sprechers“, oftmals mit schauspielerischem Werdegang, wird deshalb heute oft der „Redakteur am Mikrofon“ eingesetzt.